# Siège du château de Minamata
Le siège du château de Minamata se déroule les 16 et 17 septembre 1581. Minamata est la porte d'accès aux terres du clan Ōtomo dans la province de Higo et son château est gardé par Sagara Yoshiaki à la tête de 700 soldats. Le 16 septembre, lorsque Shimazu Iehisa installe son camp près du château avec 31 000 hommes, des négociations sont ouvertes mais Sagara refuse d'autoriser le passage sans entrave de Shimazu par son domaine. Le château est pris d'assaut pendant la nuit et Yoshiaki contraint au seppuku.